# Општина Борлешти (Њамц)
Борлешти (рум. Borleşti) општина је у Румунији у округу Њамц.
Oпштина се налази на надморској висини од 317 m.